# Argüelles (métro de Madrid)
Pour les articles homonymes, voir Argüelles.
Argüelles est une station des lignes 3, 4 et 6 du métro de Madrid, en Espagne.

## Situation
Sur la ligne 3, elle est située entre Moncloa au nord-ouest, terminus de la ligne, et Ventura Rodríguez au sud-est, en direction de El Casar. Sur la ligne 4, elle constitue le terminus sud, après San Bernardo à l'est. Enfin sur la ligne 6 circulaire, elle est située entre Príncipe Pío au sud et Moncloa au nord-ouest.
Elle est établie sous l'intersection entre les rues de la Princesse et du Marquis-d'Urquijo, à la jonction des arrondissements du Centre, de Chamberí et de Moncloa-Aravaca. Le hall d'entrée est orné depuis 1995 d'une mosaïque due à J. Ruiz représentant le Parc de l'Ouest voisin de la station.
Elle possède deux voies pour chaque ligne, deux quais latéraux pour les lignes 3 et 6, un quai latéral et un central pour la ligne 4. Les lignes 3 et 4 sont situées au même niveau, cependant que la ligne 6 est établie à une plus grande profondeur. 

## Dénomination
Elle porte le nom d'Agustín Argüelles (1776-1844), avocat, homme politique et diplomate.

## Historique
La station est ouverte le 15 juillet 1941 comme terminus nord de la ligne 3 après son prolongement depuis Sol. Le 23 mars 1944, elle devient station de correspondance et terminus de la ligne 4 lors de l'ouverture d'une section depuis Goya. Enfin le 10 mai 1995, a lieu la mise en service des quais de la ligne 6, situés sous ceux des deux autres lignes.
Entre 2003 et 2006, des travaux sont réalisés sur l'ensemble de la ligne 3. Les quais de la station sont ainsi allongés de 60 à 90 mètres`afin d'accueillir des rames de six voitures au lieu de quatre. La station est également rendue totalement accessible avec l'installation d'ascenseurs.  

## Service des voyageurs

### Accueil
La station possède quatre accès équipés d'escaliers, d'escaliers mécaniques et d'ascenseurs. 

### Intermodalité
La station est en correspondance avec les lignes d'autobus n°1, 2, 21, 44, 133, C1, C2, M2 et N21 du réseau EMT.